# Royon
Royon ist eine französische Gemeinde mit 127 Einwohnern (Stand 1. Januar 2022) im Département Pas-de-Calais in der Region Hauts-de-France.

## Geographie
Royon liegt 16 Kilometer östlich von Montreuil-sur-Mer an der Straße D130, im Tal des Flusses Créquoise.

## Bevölkerung
| 1962 | 1968 | 1975 | 1982 | 1990 | 1999 | 2006 |
| 113  | 133  | 135  | 127  | 117  | 103  | 115  |

(Zahlen von INSEE)

## Geschichte
Die Bergabhänge wurden durch dornige Hecken begrenzt. Die fruchttragenden Hecken wurden 'Royons' genannt
 Erstmals wurde Royon gemäß den Gallia Christiana 893 erwähnt. Im Jahre 1641 wurde es zu 'Roion' und wurde 1804 zu 'Royon'
|  |  |

## Sehenswürdigkeiten
Das Schloss Louis XV. wurde im Mai 1944 zerstört, wiederaufgebaut und ist heute Sitz der Kommunalverwaltung. Im Ort befindet sich weiterhin die Kirche Saint-Germain aus dem 16. Jahrhundert.

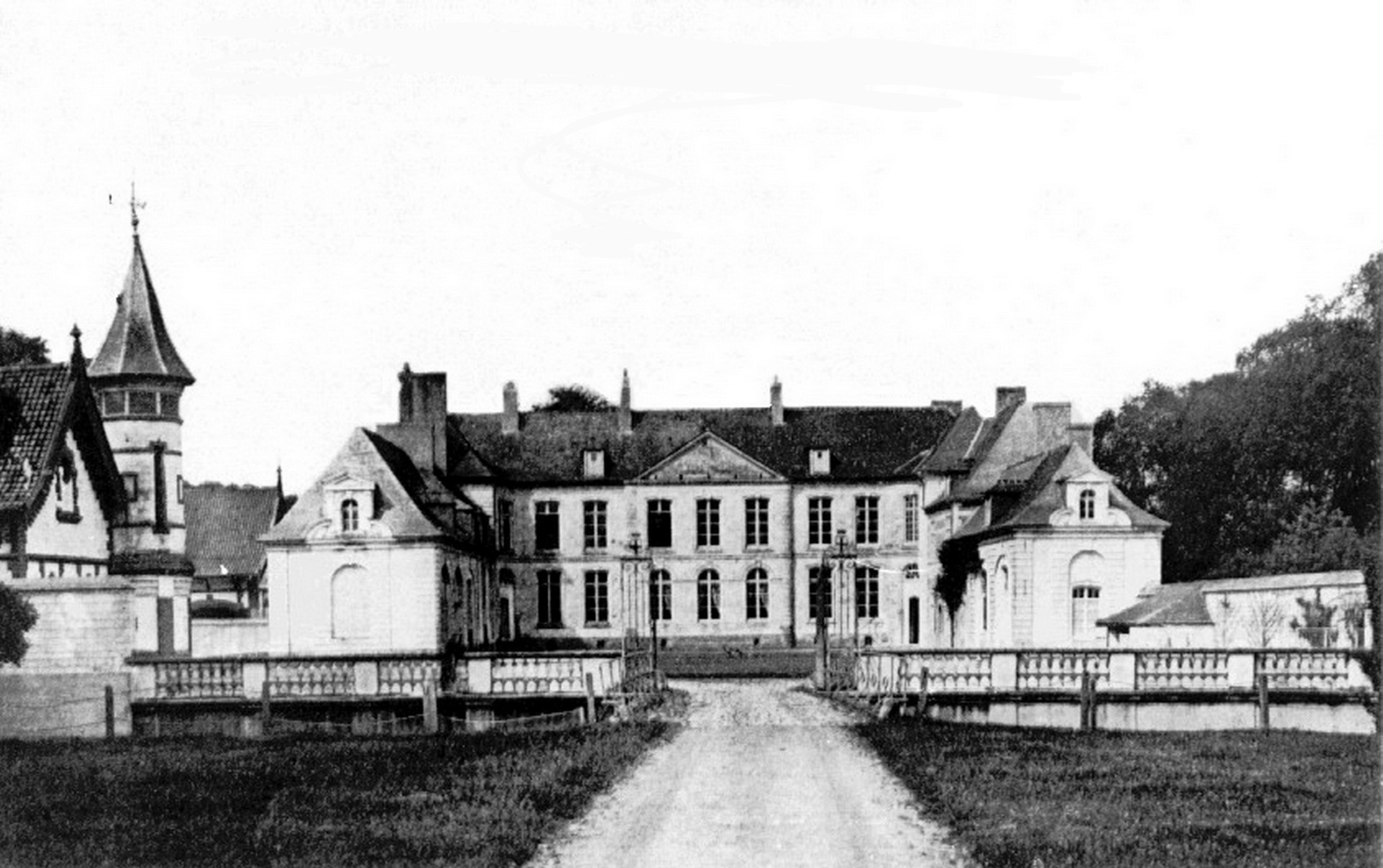
Schloss Louis XV château vor 1939
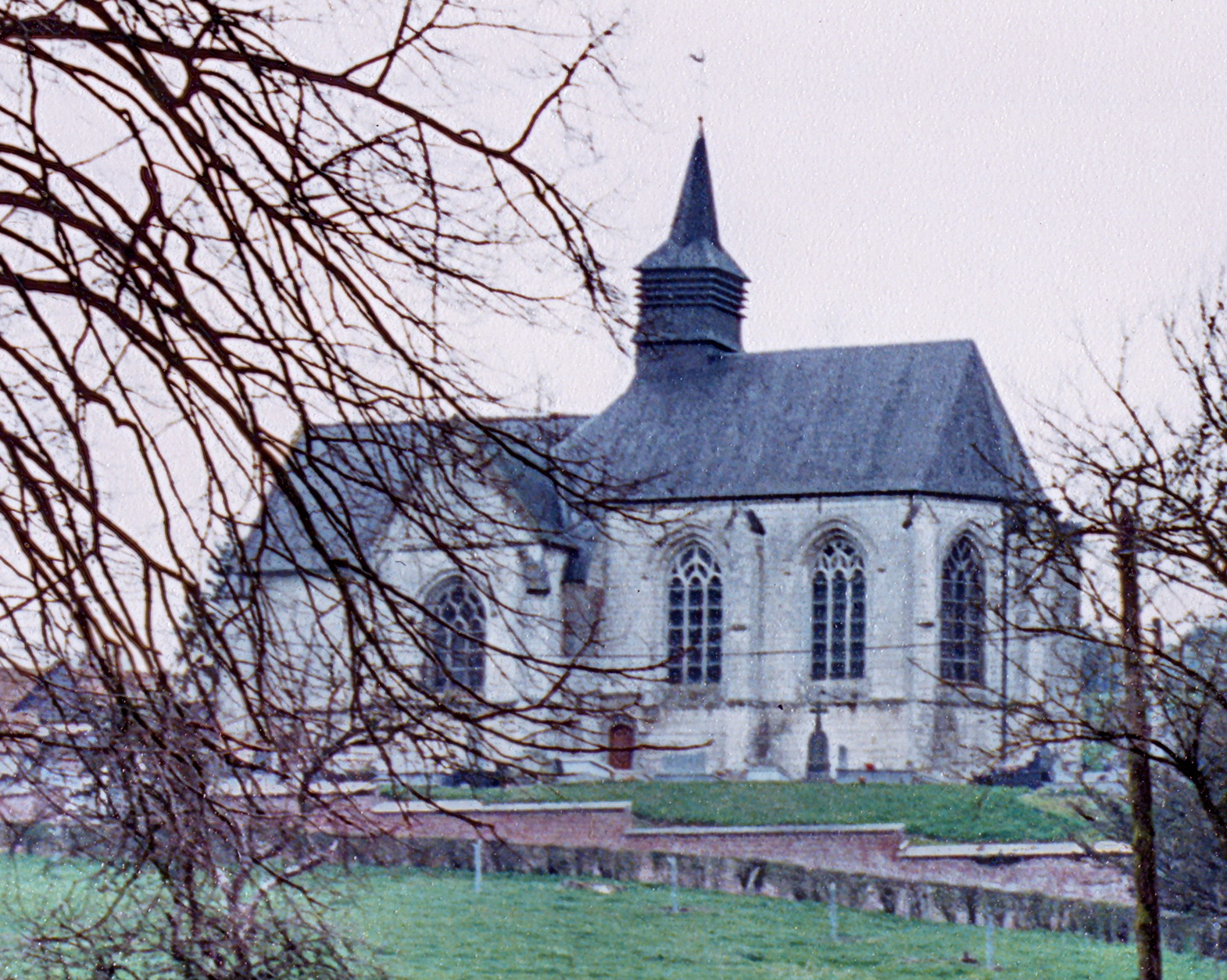
Kirche Saint-Germain
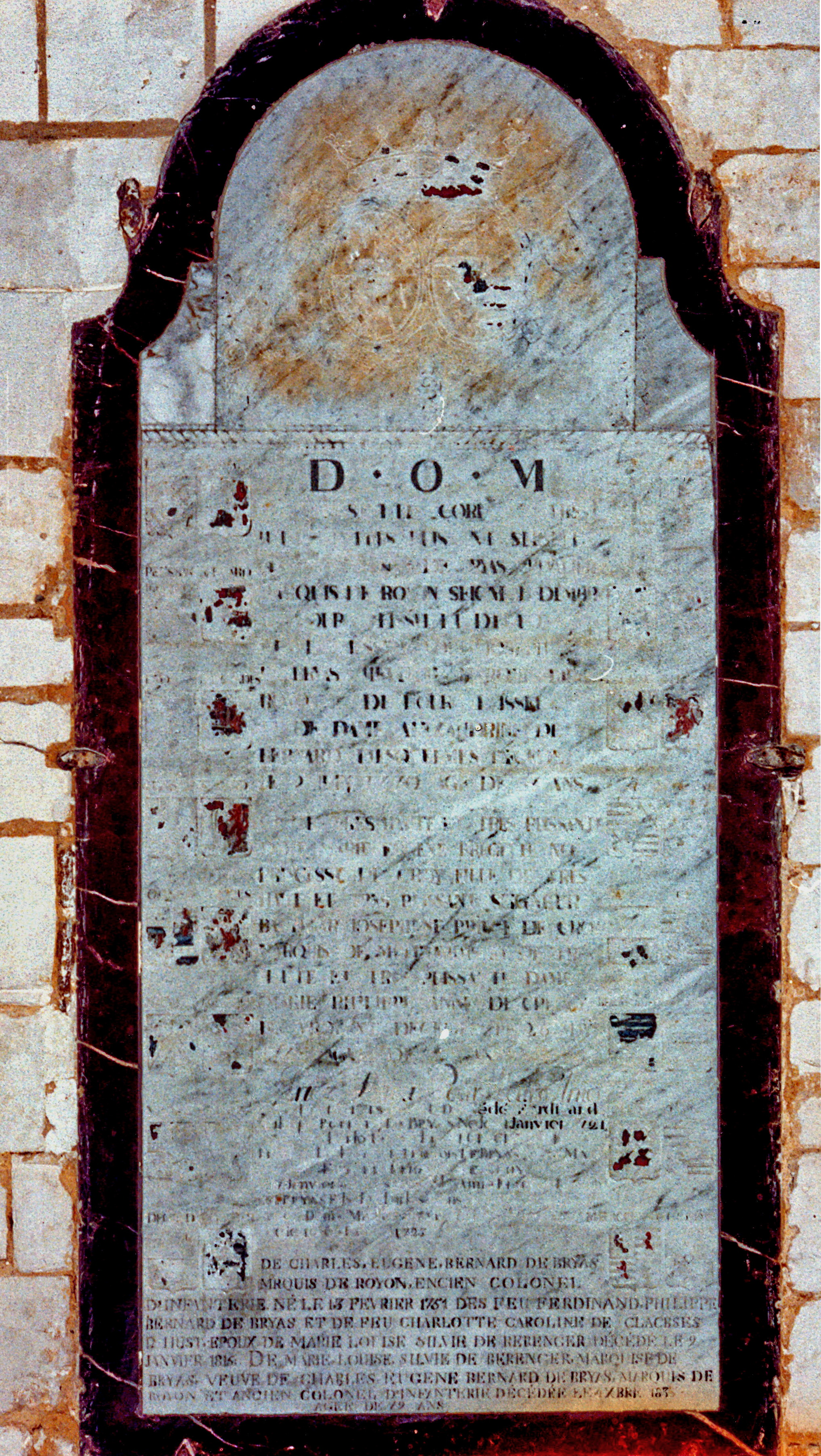
Grabstein der Familie de Bryas
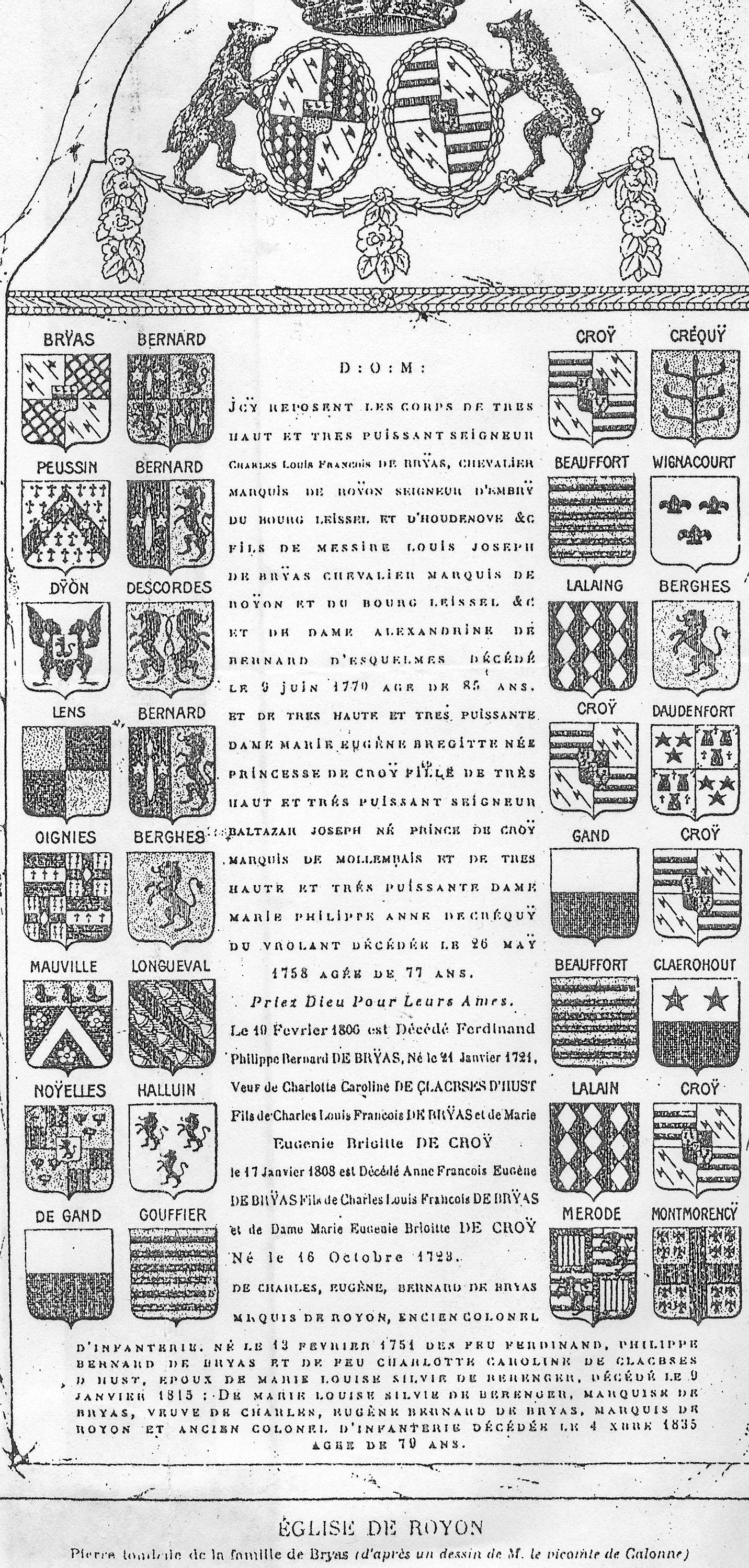
Grabmal der Familie de Bryas de Royon